# Gainesville (Texas)
Gainesville ist eine ländlich geprägte Kleinstadt und Sitz der Countyverwaltung des Cooke County im US-Bundesstaat Texas an der Grenze zu Oklahoma in den Vereinigten Staaten. Das U.S. Census Bureau hat bei der Volkszählung 2020 eine Einwohnerzahl von 17.394 ermittelt.

## Geographie
Die Stadt bedeckt eine Fläche von 44,1 km², davon sind 44,0 km² Landflächen und 0,1 km² Wasserflächen.

## Demographie
Im Jahr 2010 lebten in Gainesville rund 16.000 Menschen. Nach einer Aufschlüsselung 2000 waren von den damals 15.538 Einwohnern waren 80,8 % Weiße, 6,0 % Schwarze, 1,3 % Ureinwohner, 0,6 % Asiatischer Herkunft, 9,1 % anderer Herkunft, 17,5 % Lateinamerikaner und 2,2 % mischrassig. Die Bevölkerungsdichte betrug 352,9/km². Die Einwohner Gainesvilles lebten in 5.969 Haushalten. 49,2 % der Haushalte bestanden aus Ehepaaren, 33,2 % hatten Kinder unter 18 Jahren. Das Durchschnittsalter betrug 34 Jahre.

## Besonderheiten
Im Fernsehmagazin Extra – Das RTL-Magazin begleitete der deutsche Fernsehsender RTL ab Juli 2004 die deutsche Auswandererfamilie Reimann aus Hamburg, die sich in Gainesville niedergelassen hatte. Es wurde auch in der Dokusoap Goodbye Deutschland! Die Auswanderer des Fernsehsenders VOX (zur RTL Group gehörend) über die Familie berichtet. Ende 2015 zog das Paar nach Oʻahu im US-Bundesstaat Hawaii und verkaufte danach ihr Anwesen in Gainesville an einen anderen deutschen Einwanderer.

## Söhne und Töchter der Stadt
- Gene Austin (1900–1972), Sänger und Schauspieler
- Edwin Carewe (1883–1940), Schauspieler am Theater und beim Stummfilm, Filmproduzent, Drehbuchautor und Filmregisseur
- Rose Franken (1895–1988), Autorin von Romanen, Theaterstücken und Drehbüchern
- Monette Moore (1902–1962), Jazz- und Blues-Sängerin
- Charles Paddock (1900–1943), Leichtathlet und zweifacher Olympiasieger
- Jake Roberts (* 1955), Wrestler alias Jake „The Snake“ Roberts
- James D. Thurman (* 1953), General der United States Army
- Claude Weaver (1867–1954), Politiker, Mitglied im US-Repräsentantenhaus